# Barbara Ehrenreich
Barbara Ehrenreich (ur. 26 sierpnia 1941 w Butte, zm. 1 września 2022 w Alexandrii) – amerykańska dziennikarka, pisarka i aktywistka polityczna.

## Działalność i publikacje
Założycielka United Professionals – organizacji zawodowej pracowników umysłowych (niezależnie od tego, czy są aktualnie zatrudnieni), działaczka organizacji na rzecz legalizacji marihuany NORML, współprzewodnicząca Demokratycznych Socjalistów Ameryki (DSA).
Studiowała na Rockefeller University. W latach 1991–1997 prowadziła stałą kolumnę w magazynie „Time”, pisała również do: „The New York Times”, „Mother Jones”, „The Atlantic Monthly”, „Ms”, „The New Republic”. W swoich książkach porusza współczesną tematykę społeczną i feministyczną. W polskim tłumaczeniu ukazały się m.in.: Rytuały krwi. Namiętność do wojny. Geneza i historia i Za grosze (2001), która stała się bestsellerem (dotychczas sprzedano ponad milion egzemplarzy) i została przełożona m.in. na niemiecki i francuski.
W 2021 roku jej zbiór esejów Had I Known: Collected Essays został wyróżniony nagrodą PEN/Diamonstein-Spielvogel Award.

## Tłumaczenia prac na j. polski
- Rytuały krwi. Namiętność do wojny. Geneza i historia, Warszawa 2001, Jacek Santorski & Co., s. 262, ISBN 83-88875-04-3 (Blood Rites. Origins and History of the Passions of War 1997)
- Za grosze (2001)